# بیومکانیک
بیومکانیک یا زیست‌مکانیک (به انگلیسی: Biomechanics) شاخه ای از بیوفیزیک است که دامنه بسیار وسیعی را شامل می‌شود اما در تعریفی کوتاه، بیومکانیک را می‌توان علم استفاده از اصول مکانیک در سیستم‌های بیولوژیکی مانند انسان، جانوران، گیاه، اندام، یاخته (سلول) دانست؛ شاید یکی از بهترین تعاریف از بیومکانیک را هربرت هتزه در سال ۱۹۷۴ میلادی بیان کرده‌است: «بیومکانیک مطالعه ساختار و عملکرد سیستم‌های بیولوژیکی با استفاده از روش‌های مکانیک است». واژه بیومکانیک در ابتدای دهه ۱۹۷۰ توسعه یافت، که توصیف‌کننده استفاده از مهندسی مکانیک در سامانه‌های زیست‌شناسی و مهندسی پزشکی (مهندسی بیومکانیک) است. در یونان مدرن از آن به عنوان εμβιομηχανική یاد می‌شود.

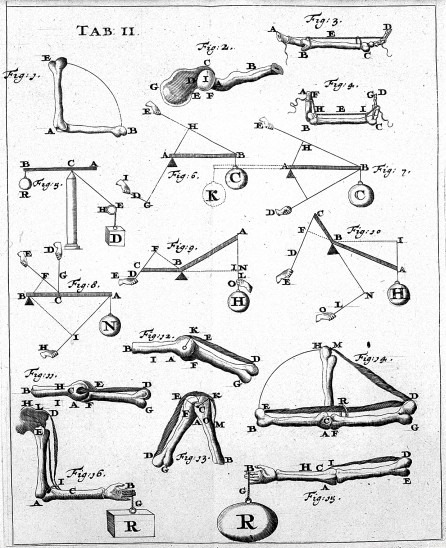
صفحه‌ای از کارهای اولیه بیومکانیک

## تاریخچه

### قدمت
ارسطو اولین کتاب بیومکانیک را با عنوان حرکت حیوانات (یونانی : Περὶ ζῴων κινήσεως، ترجمه لاتین‌ : De Motu Animalium ) نوشت. او نه تنها بدن حیوانات را به شکل یک سیستم مکانیکی دید بلکه سوالاتی در زمینهٔ تفاوت فیزیولوژیکی در تصوری که از انجام یک عمل می‌شود و خود آن عمل در واقعیت مطرح کرد. از مثال‌های ساده‌ای از تحقیقات بیومکانیک می‌توان از مطالعه بر روی حرکت اندام‌ها، آیرودینامیک در پرندگان، حشرات و مگس- دینامیک شاره‌ها در شناکردن ماهی‌ها و به‌طور کلی تمام حرکاتی که موجودات زنده از تک سلولی‌ها تا اندامگان انجام می‌دهند را، می‌توان نام برد و بیومکانیک انسان در هستهٔ حرکت‌شناسی جای دارد.

### رنسانس
شاید لئوناردو دا وینچی اولین دانشمند به معنای واقعی در بیومکانیک نام برد، چرا که او برای اولین بار به مطالعه آناتومی در زمینه مکانیک پرداخت. او نیروهای عضلات، منشأ و پایان آن‌ها و چگونگی عملکرد مفاصل را بررسی کرد. او همچنین تلاش کرد که خصوصیات برخی از جانوران را در ماشین خود تقلید کند. برای مثال او پرواز پرندگان را مورد مطالعه قرار داد تا به وسایل لازم برای پرواز انسان را دست یابد. از آنجا که اسب منبع اصلی قدرت مکانیکی در آن زمان بود، او با مطالعهٔ سیستم عضلات ماشینی را طراحی کند که بازدهی بهتری نسبت به این حیوان بدهد.

## کاربرد
مطالعه بیومکانیک شامل محدوده وسیعی از زمینه هاست که میتوان به بررسی کارکرد داخلی یک سلول گرفته ، حرکت و رشد اندامها ، خصوصیات مکانیکی بافت نرم  و استخوانها اشاره کرد. برخی نمونه های ساده از تحقیقات بیومکانیک شامل بررسی نیروهایی است که بر روی اندام ها عمل می کنند ، آیرودینامیک پرواز پرنده و حشرات ، هیدرودینامیک شنا در ماهی ها و به طور کلی حرکات در تمام اشکال زندگی ، از سلول های انفرادی گرفته تا کل ارگانیسم ها.
با درک فزاینده از رفتار فیزیولوژیکی بافتهای زنده ، محققان قادر به پیشرفت در زمینه مهندسی بافت و همچنین ایجاد روشهای درمانی بهبود یافته برای طیف گسترده ای از آسیب شناسی از جمله سرطان هستند.

### مطالعه سیستم های عضلانی-اسکلتی
بیومکانیک همچنین برای مطالعه سیستم های اسکلتی عضلانی انسان کاربرد دارد. برخی تحقیقات از سکوهای نیرو برای مطالعه نیروهای واکنش زمینی انسان و فیلمبرداری مادون قرمز برای گرفتن مسیر نشانگرهای متصل به بدن انسان برای مطالعه حرکت سه بعدی انسان استفاده می کنند. تحقیقات همچنین از الکترومیوگرافی برای مطالعه فعال سازی ماهیچه ها ، بررسی واکنش عضلات به نیروهای خارجی و آشفتگی ها استفاده می کند.

### اهداف پزشکی
بیومکانیک به طور گسترده ای در صنعت ارتوپدی برای طراحی ایمپلنت های ارتوپدی برای مفاصل انسان ، قطعات دندانپزشکی ، فیکساتورهای خارجی و سایر اهداف پزشکی مورد استفاده قرار می گیرد. زیست شناسی بخش مهمی از آن است. این مطالعه عملکرد و عملکرد مواد بیولوژیکی مورد استفاده در کاشتهای ارتوپدی است. این امر نقش مهمی در بهبود طراحی و تولید مواد بیولوژیکی موفق برای اهداف پزشکی و بالینی دارد. نمونه بارز آن در غضروف مهندسی بافت است.

### اهداف مهندسی
اغلب از علوم مهندسی سنتی برای تجزیه و تحلیل سیستم های بیولوژیکی استفاده می کند. مهمترین آنها رشته های مهندسی مکانیک مانند مکانیک پیوسته ، آنالیز مکانیسم ، تجزیه و تحلیل ساختاری ، سینماتیک و دینامیک نقش مهمی در مطالعه بیومکانیک بازی می کنند.

## زیر شاخه‌ها
- ارگونومی (حرکت‌شناسی و روان‌شناسی)
- حرکت‌شناسی یا کینزیولوژی
- آنالیز جنبش حیوانات
- بیومکانیک ارتوپدی و اسکلتی عضلانی
- بیومکانیک قلب و عروق
- ایمپلنت و ارتز و اندام مصنوعی
- توانبخشی
- بیومکانیک ورزش
- اندازه‌گیری رشد موجودات (الومتری)

## نرم‌افزار
- اوپن سیم
- میمیکس
- تریمتیک
- آباکوس

## مجلات علمی
- Biomechanics and Modeling in Mechanobiology
- Journal of Arthroplasty
- Journal of Bone and Joint Surgery
- Journal of Biomechanical Engineering
- Journal of Biomechanics
- The Journal of Experimental Biology
- Journal of Experimental Zoology
- Journal of Morphology
- Journal of Applied Biomechanics
- Sports Biomechanics
- Clinical Biomechanics

## جوامع و انجمن‌ها
- جامعه بین‌المللی بیومکانیک
- آبخیزداری در ایران
- جامعه بیومکانیک آمریکا
- جامعه بیومکانیک کانادا
- جامعه بیومکانیک اروپا
- جامعه بین‌المللی بیومکانیک استرالیا و نیوزلند
- جامعه بیومکانیک هلنیک(یونان)